# ジャンバッティスタ・バロンケッリ
ジャンバッティスタ・バロンケッリ（Gianbattista Baronchelli、1953年9月6日 - ）は、イタリア、チェレザーラ出身の元自転車競技（ロードレース）選手。

## 来歴
ジロ・デ・ロンバルディアを2回、バスク一周、ツール・ド・ロマンディを各1回ずつ総合優勝を果たすなど、1970年代半ばから1980年代にかけて活躍。中でも、ジロ・デッラッペンニーノにおける6連覇の記録は同レース史上、未だに破られていない大記録となっている。
グランツールにおける総合優勝記録はないが、ジロ・デ・イタリアについては、通算12回の出場の内、10回で総合ベスト10入りを果たした。しかし一方で、ツール・ド・フランスとブエルタ・ア・エスパーニャについては完走実績がない。

## 主な実績
1973年
- ツール・ド・ラブニール 総合優勝

1974年、プロ転向
1975年
- トロフェオ・ライグエーリア 優勝
- ジロ・デ・イタリア 総合10位

1976年
- バスク一周 総合優勝 & 第1、3bステージ優勝
- ジロ・デ・イタリア 総合10位
- ジロ・デッラ・ロマーニャ 優勝

1977年
- ツール・ド・ロマンディ 総合優勝 & 第2ステージ優勝
- ジロ・ディ・ロンバルディア 優勝
- ジロ・デッラッペンニーノ 優勝
- ジロ・デ・イタリア 総合3位 & 第18ステージ優勝

1978年
- ジロ・デッラッペンニーノ 優勝
- ジロ・デル・ピエモンテ 優勝
- コッパ・プラッチ 優勝
- ジロ・デ・イタリア 総合2位 & 第15ステージ優勝

1979年
- ジロ・デッラッペンニーノ 優勝
- ジロ・デッラ・ロマーニャ 優勝

1980年
- ジロ・デッラッペンニーノ 優勝
- ルント・ウム・デン・ヘニンガー＝トゥルム 優勝
- ジロ・デッレミリア 優勝
- ジロ・デル・ピエモンテ 優勝
- ジロ・デッラ・プロヴィンチャ・ディ・レッジョ・カラブリア 優勝
- コッパ・サバティーニ 優勝
- ジロ・デ・イタリア 総合5位 & 第11ステージ優勝
- 世界選手権・プロロードレース 2位

1981年
- ジロ・デッラッペンニーノ 優勝
- ジロ・ディ・トスカーナ 優勝
- ジロ・デル・ラツィオ 優勝
- ジロ・デ・イタリア 総合10位 & 第10ステージ優勝

1982年
- ジロ・デッラッペンニーノ 優勝
- ジロ・デ・イタリア 総合5位

1984年
- ジロ・ディ・トスカーナ 優勝
- ジロ・デ・イタリア 総合6位

1985年
- ブエルタ・ア・エスパーニャ 第3ステージ優勝
- ジロ・デ・イタリア 総合6位

1986年
- ジロ・ディ・ロンバルディア 優勝
- ジロ・デ・イタリア 第4ステージ優勝

1989年、引退